# Église Saint-Martin de Chiché
L'église Saint-Martin est l'église paroissiale de Chiché dans le département des Deux-Sèvres.

## Description
Elle est inscrite à l'Inventaire général du patrimoine culturel.

## Mobilier
- Fonts baptismaux du XIXe sièclë
- Tableau représentant la Charité de saint Martin daté de 1854.
- La tombe de Claude Thouraine, curé de Chiché, mort en 1754.

## Galerie de photos

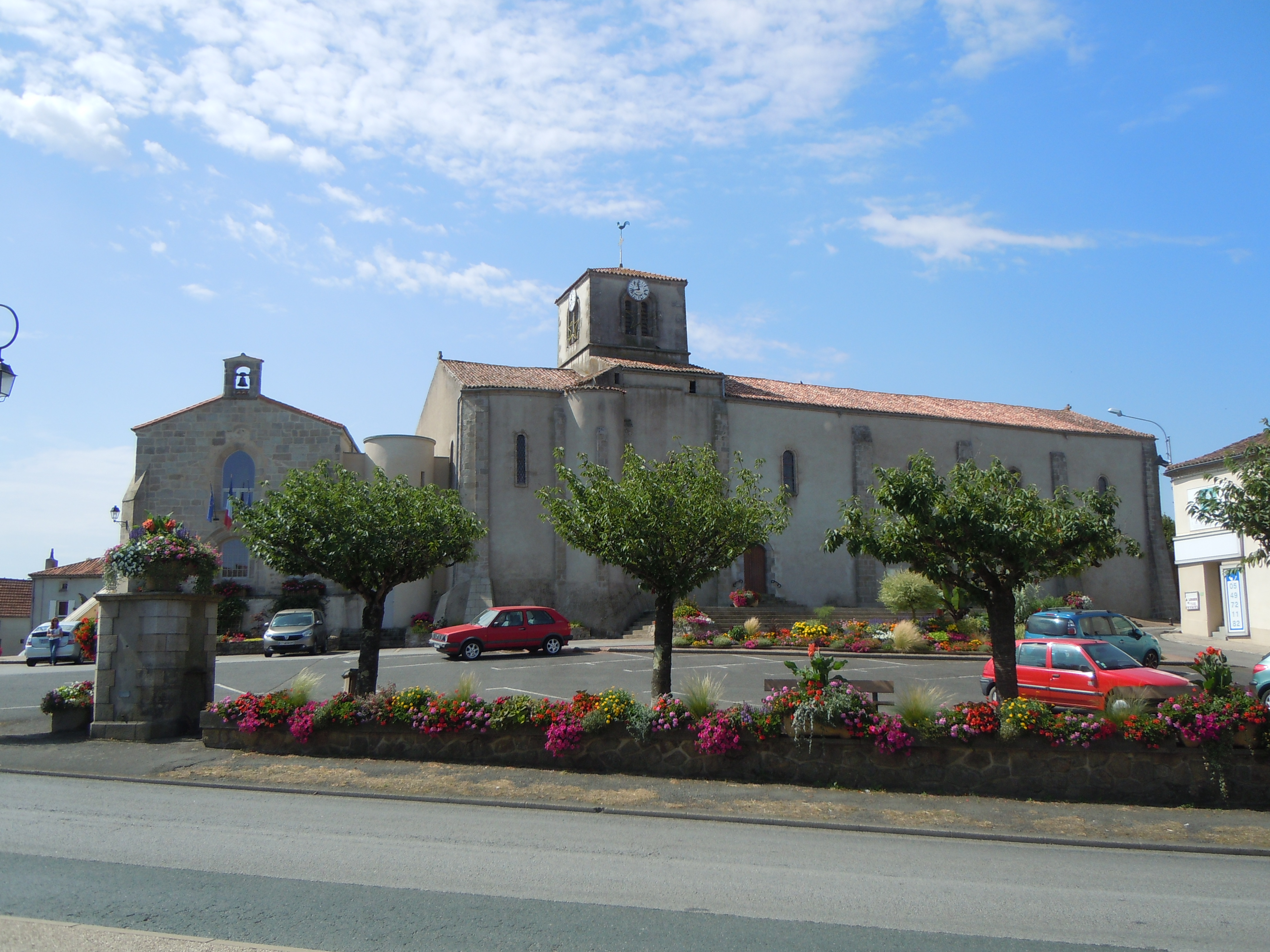
Vue de l'église côté est.
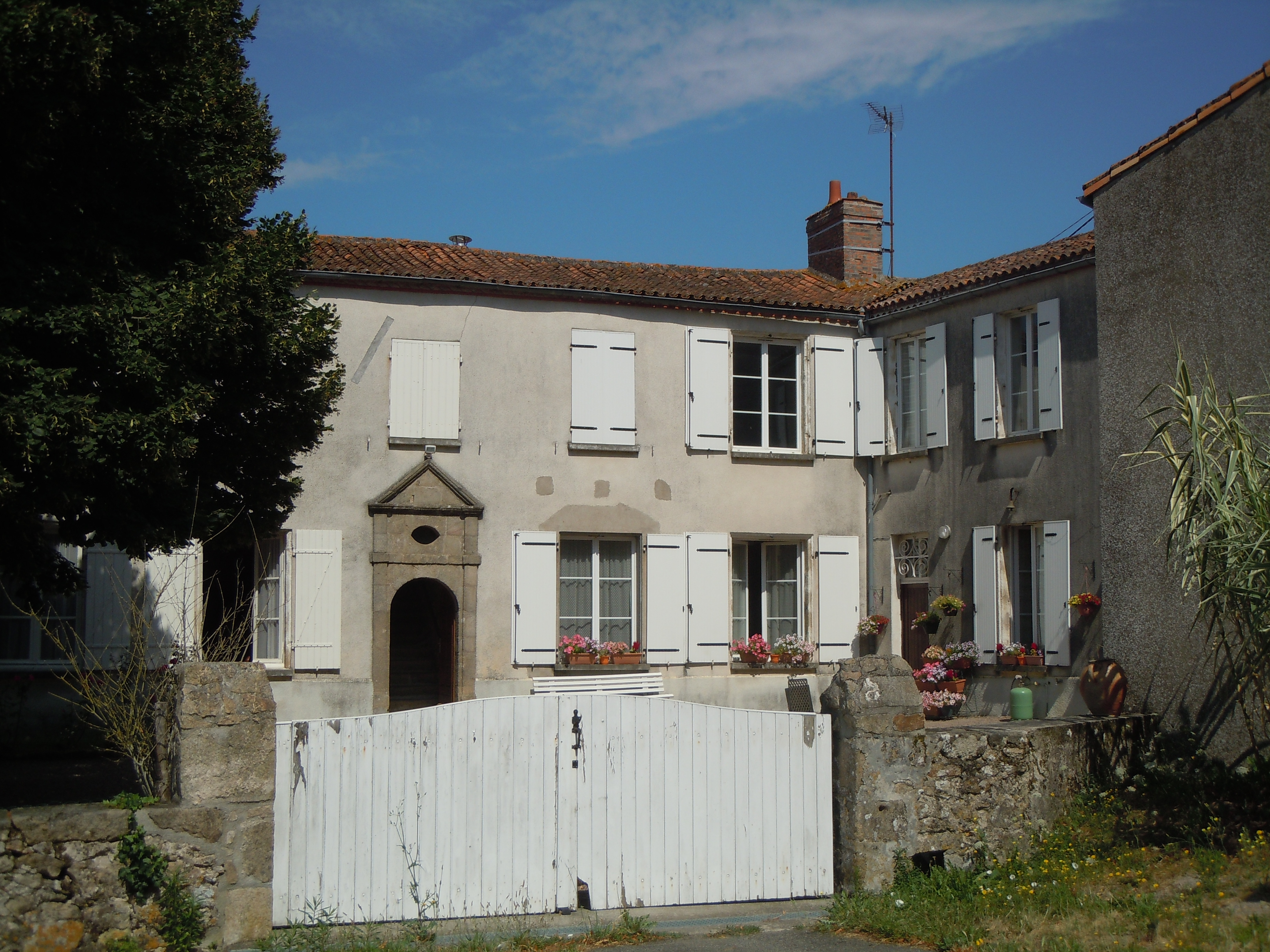
Le presbytère.